# Закшев (гмина, Радомский повет)
Закшев (пол. Zakrzew) — сельская гмина (уезд) в Польше, входит как административная единица в Радомский повет, Мазовецкое воеводство. Население — 10 946 человек (на 2004 год).

## Демография
| Перепись                       | Всего   | Всего | Женщины | Женщины | Мужчины | Мужчины |
| ------------------------------ | ------- | ----- | ------- | ------- | ------- | ------- |
| Единицы                        | человек | %     | человек | %       | человек | %       |
| Население                      | 10 946  | 100   | 5458    | 49,9    | 5488    | 50,1    |
| Плотность населения (чел./км²) | 113,8   | 113,8 | 56,8    | 56,8    | 57,1    | 57,1    |

## Сельские округа
1. Белиха
2. Церекев
3. Домбрувка-Нагурна-Весь
4. Домбрувка-Подленжна
5. Голендзин
6. Гулин
7. Гулинек
8. Густавув
9. Гуздек
10. Янишев
11. Яшовице
12. Коза-Воля
13. Козинки
14. Легензув
15. Милеёвице
16. Млечкув
17. Наталин
18. Нечатув
19. Подлесе-Млечковске
20. Тачовске-Пеньки
21. Тачув
22. Вацын
23. Воля-Тачовска
24. Закшев
25. Закшев-Колёня
26. Закшев-Ляс
27. Закшевска-Воля
28. Затополице
29. Здзехув

## Соседние гмины
1. Гмина Едлиньск
2. Гмина Пшитык
3. Радом
4. Гмина Стара-Блотница
5. Гмина Волянув